# Hooistraat

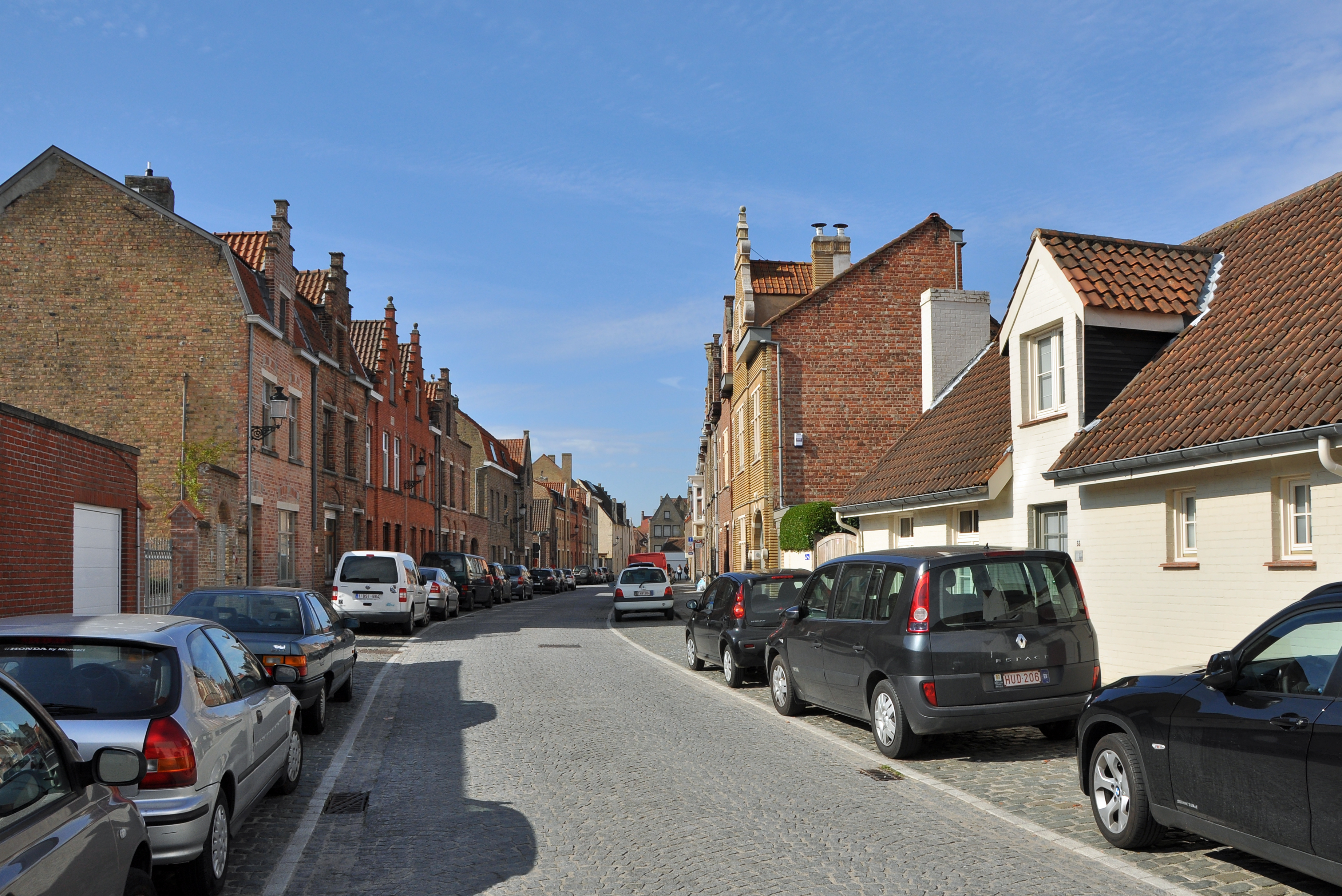
De Hooistraat, gezien van uit de Vuldersstraat

De Hooistraat is een straat in Brugge.

## Beschrijving
De wijk Ten Hooie, gelegen tussen de eerste en de tweede omwalling van de stad Brugge, was een uitgestrekt gebied dat van de Langestraat (met noordelijke begrenzing door het Vuldersreitje) liep tot aan de Gentpoort en Gentpoortstraat. Het was een Ooi of Hooi, een moerassig laagland, lager alvast dan het ernaast gelegen Hoogstuk. Men kon het ook heidegrond noemen.
Vroege teksten vermelden de naam, zo niet van de straat, toch van de wijk:
- 1285: juxta hoie;
- 1290: de hoye;
- 1316: van der stede erve ten Hoye;
- 1344: hofsteden ten hoye;
- 1344: ramen ten hoye.

Van der stede erve doet veronderstellen dat het gebied oorspronkelijk aan de stad toebehoorde. Eeuwenlang werden op deze gedraineerde grasgrond 'ramen' aangelegd, waarop wasgoed werd te bleken gelegd.
De straat was langgerekt en liep doorheen de ganse wijk Ten Hooie. Hier kwam een einde aan in 1751-52 toen de Coupure werd aangelegd, en het zuidelijk gedeelte van de straat in Schaarstraat werd omgedoopt. De Hooistraat liep voortaan vanaf de Scharebrug tot aan de Ganzenstraat. In de Franse tijd werd de naam vertaald in 'Rue du Foin' (van Hooi), daar waar het Rue de la Bruyère (ooi) had moeten zijn.
In de jaren 1920 werd een nieuwe straat getrokken tussen de Ganzenstraat en de Vuldersstraat en aangezien die in het verlengde lag van de Hooistraat, besliste men in 1929 om die straatnaam ook op de nieuw aangelegde straat toe te passen.